# Vistabella (Trinidad y Tobago)
Vistabella es una localidad de Trinidad y Tobago, que forma parte de la ciudad de San Fernando.

## Geografía
La localidad abarca parte de la isla Trinidad y limita al norte con Marabella y Maraj Lands, al sur con la localidad de San Fernando, al este con St. Joseph Village y al oeste con el golfo de Paria.

## Demografía
Datos demográficos de la localidad de Vistabella:
| Gráfica de evolución demográfica de Vistabella entre 2000 y 2011 |
|                                                                  |